# Metro de Lisboa
El Metro de Lisboa (en portugués Metropolitano de Lisboa) es una red ferroviaria de metro que da servicio a la ciudad de Lisboa, en Portugal. Fue inaugurado el 29 de diciembre de 1959, convirtiéndose en la primera red de ferrocarril metropolitano del país. Según datos de 2023, estaba constituido por cuatro líneas con 56 estaciones y desde 2016 tenía una extensión total de 44,5 kilómetros.
Del total de 44,5 kilómetros de vías, 42,0 km se encuentran en túneles (94,4%) y 2,5 km en puentes o viaductos (5,6%). De las 50 estaciones (6 de las cuales son de correspondencia y sirven a dos líneas) 47 son subterráneas, y 8 tienen correspondencia con transporte ferroviario, 2 con transporte fluvial y una con el aeropuerto de Lisboa.

## Historia

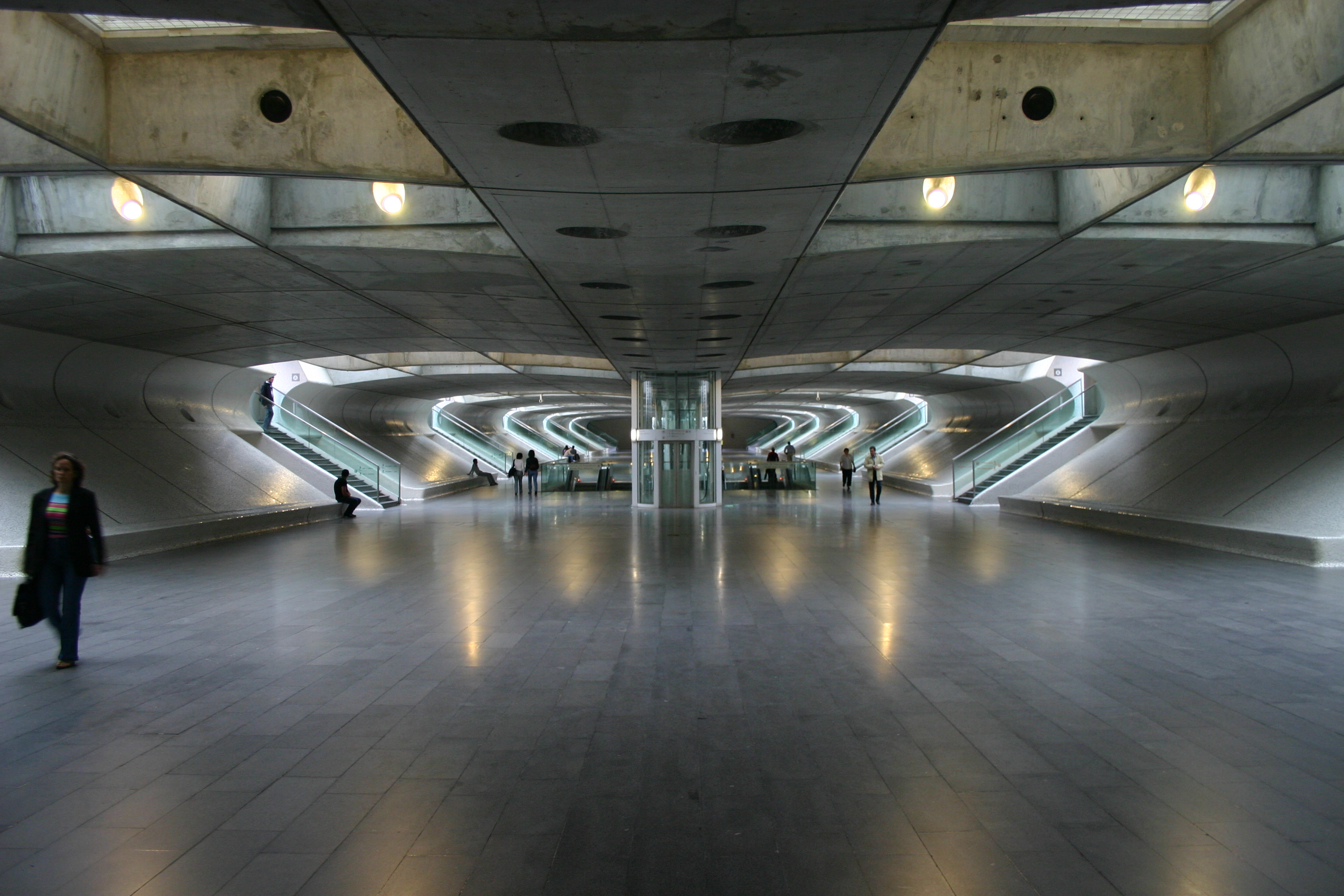
Acceso de la estación de Oriente.

Tras varios intentos frustrados (la primera iniciativa fue en 1855), el proyecto que concretaría la creación del metro de Lisboa nació con la constitución del Metropolitano de Lisboa el 26 de enero de 1948, aunque las primeras construcciones se iniciaron el 7 de agosto de 1955 y el sistema se inauguró el 29 de diciembre de 1959. La primera línea tuvo un diseño bifurcado, en forma de Y, que conectaba en dos tramos Sete Rios (hoy Jardim Zoológico) y Entre Campos con Rotunda (hoy Marquês de Pombal). Desde Rotunda continuaba un trayecto común hasta Restauradores, en el centro de la ciudad. La longitud total era de 6,5 km.

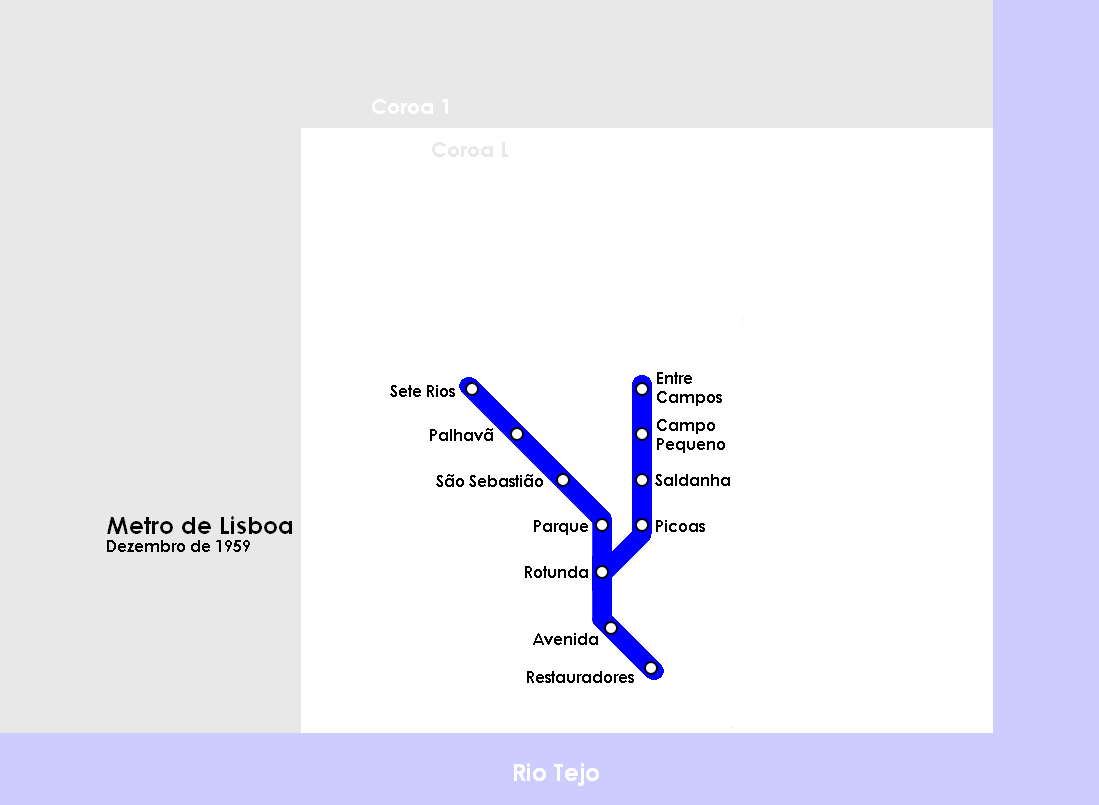
Trayecto inaugural del metro de Lisboa, de 1959.
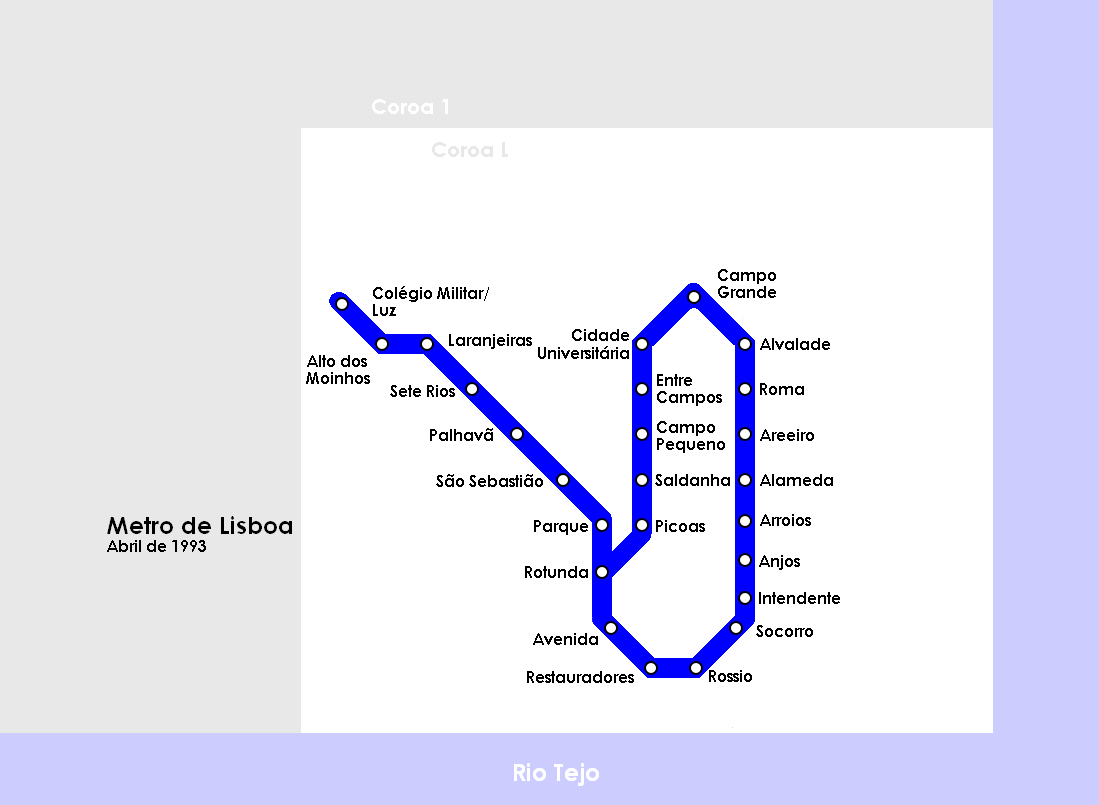
Diseño de la línea en 1993.
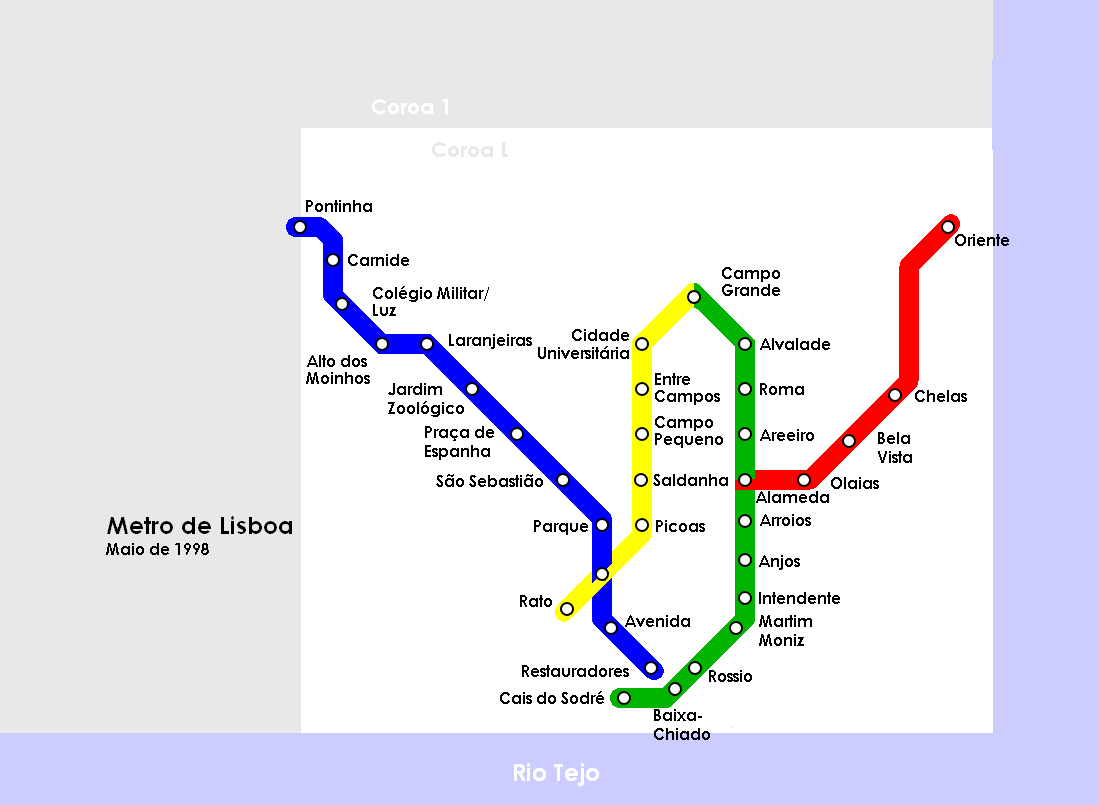
En 1998, ya con cuatro líneas independientes.

Tras la ceremonia inaugural, a la que asistió el entonces presidente, Américo Tomás, el 30 de agosto se inició el servicio con una gran afluencia de público, pasajeros esperando desde la madrugada en las estaciones y "miles de miles de personas" que abordaron en los primeros viajes, según relataron las crónicas de la época.
La primera expansión se produjo entre 1963 y 1972: primero se inauguró la estación Rossio con una extensión desde Restauradores hacia el sur, que se expandió en 1966 con las estaciones Socorro (más tarde renombrada Martim Moniz), Intendente y Anjos, y en 1972 se inauguraron las estaciones Arroios, Alameda, Areeiro, Roma y Alvalade. De esta manera, la línea quedó claramente definida en un diseño con un tramo central desde Restauradores hacia el norte, otro tramo desde Restauradores hacia el noreste y otro desde Rotunda hacia el noroeste.
En 1975 el metro de Lisboa se nacionalizó, y en 1978 se convirtió en empresa pública bajo la denominación Metropolitano de Lisboa E.P.
En 1988 se extendió el tramo noroeste desde Sete Rios con tres nuevas estaciones (Laranjeiras, Alto dos Moinhos y Colégio Militar/Luz), y el tramo central hacia el norte con la estación Cidade Universitária.
La inauguración en 1993 de Campo Grande supuso un rediseño de la línea, ya que la nueva estación conectó el tramo central con el tramo del noreste. Rotunda y Campo Grande se convirtieron en 1995 en estaciones de conexión, ya que el tramo entre ambas con cinco estaciones intermedias pasaron a la nueva línea Amarilla, y el resto de las estaciones quedaron en la línea original (Azul).
En marzo de 1998 se desconectó el tramo entre Restauradores y Rossio para crear la línea Verde con las estaciones del tremo noreste. Dos meses después se inauguró la primera línea completamente independiente (línea Roja) con Alameda convertida en estación de intercambio y la inauguración de las estaciones Olaias, Bela Vista, Chelas y Oriente, para servir al área de la Expo '98. La nueva línea comenzó a funcionar tres días antes la inauguración de la exposición internacional, y Olivais y Cabo Ruivo (estaciones intermedias de la línea Roja) estuvieron operativas tiempo después ese mismo año.
Luego de sucesivas extensiones de las distintas líneas, en julio de 2012 la línea Roja llegó al aeropuerto de Portela con la inauguración de la estación Aeroporto.

## Líneas
| Símbolo | Color    | Terminales                 | Inauguración | Extensión | Estaciones | Pasajeros 2023 |
| ------- | -------- | -------------------------- | ------------ | --------- | ---------- | -------------- |
|         | Azul     | Reboleira ↔ Santa Apolónia | 1959         | 13,8 km   | 18         | 54,9 millones  |
|         | Amarilla | Odivelas ↔ Rato            | 1995         | 11,1 km   | 13         | 39,4 millones  |
|         | Verde    | Telheiras ↔ Cais do Sodré  | 1998         | 9,0 km    | 13         | 42,6 millones  |
|         | Roja     | São Sebastião ↔ Aeroporto  | 1998         | 10,6 km   | 12         | 28,8 millones  |

## Estaciones

### Línea Azul

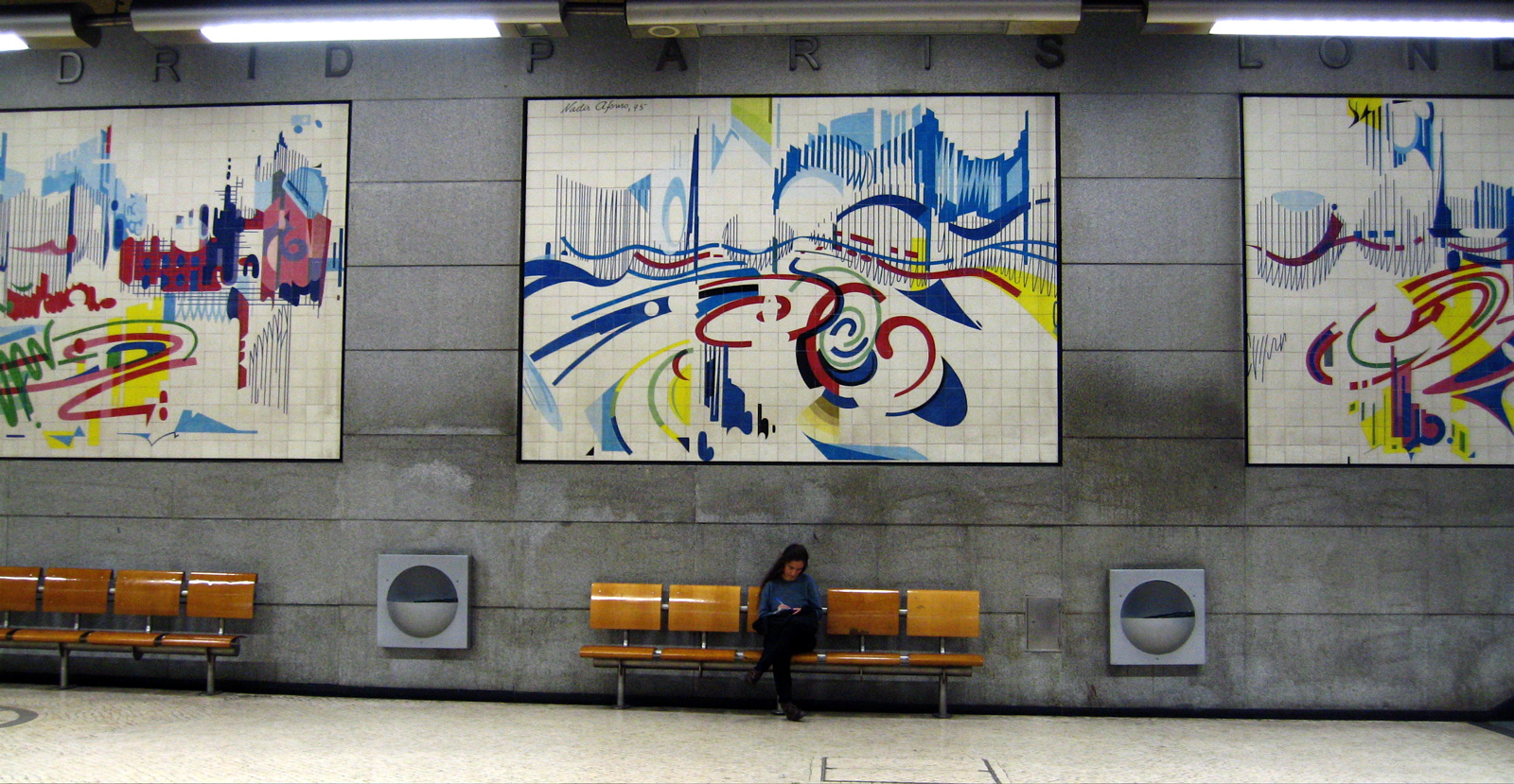
Estación Restauradores.

| Estaciones de noroeste a sudeste | Conexiones                        | Inauguración | Accesibilidad                                     |
| -------------------------------- | --------------------------------- | ------------ | ------------------------------------------------- |
| Reboleira                        | Estación de tren Reboleira        | 2016         | Escalera mecánica · Ascensor · Movilidad reducida |
| Amadora Este                     |                                   | 2004         | Escalera mecánica · Ascensor · Movilidad reducida |
| Alfornelos                       |                                   | 2004         | Escalera mecánica · Ascensor · Movilidad reducida |
| Pontinha                         |                                   | 1997         | Escalera mecánica · Ascensor · Movilidad reducida |
| Carnide                          |                                   | 1997         | Escalera mecánica · Ascensor · Movilidad reducida |
| Colégio Militar/Luz              |                                   | 1988         | Ascensor                                          |
| Alto dos Moinhos                 |                                   | 1988         |                                                   |
| Laranjeiras                      |                                   | 1988         |                                                   |
| Jardim Zoológico                 | Estación de tren Sete Rios        | 1959         | Escalera mecánica                                 |
| Praça de Espanha                 |                                   | 1959         |                                                   |
| São Sebastião                    | Metro Línea Roja                  | 1959         | Escalera mecánica · Ascensor · Movilidad reducida |
| Parque                           |                                   | 1959         | Escalera mecánica                                 |
| Marquês de Pombal                | Metro Línea Amarilla              | 1959         | Ascensor · Movilidad reducida                     |
| Avenida                          |                                   | 1959         | Escalera mecánica                                 |
| Restauradores                    | Estación de tren Rossio           | 1959         | Escalera mecánica · Ascensor · Movilidad reducida |
| Baixa-Chiado                     | Metro Línea Verde                 | 1998         | Escalera mecánica · Ascensor · Movilidad reducida |
| Terreiro do Paço                 | Estación fluvial Terreiro do Paço | 2007         | Escalera mecánica · Ascensor · Movilidad reducida |
| Santa Apolónia                   | Estación de tren Santa Apolónia   | 2007         | Escalera mecánica · Ascensor · Movilidad reducida |

### Línea Amarilla

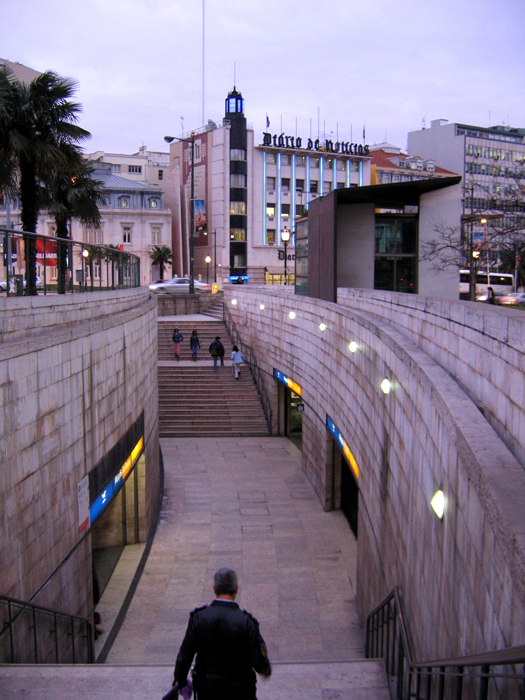
Estación Marquês de Pombal.

| Estaciones de norte a sur | Conexiones                   | Inauguración | Accesibilidad                                     |
| ------------------------- | ---------------------------- | ------------ | ------------------------------------------------- |
| Odivelas                  |                              | 2004         | Escalera mecánica · Ascensor · Movilidad reducida |
| Senhor Roubado            |                              | 2004         | Escalera mecánica · Ascensor · Movilidad reducida |
| Ameixoeira                |                              | 2004         | Escalera mecánica · Ascensor · Movilidad reducida |
| Lumiar                    |                              | 2004         | Escalera mecánica · Ascensor · Movilidad reducida |
| Quinta das Conchas        |                              | 2004         | Ascensor · Movilidad reducida                     |
| Campo Grande              | Metro Línea Verde            | 1993         | Escalera mecánica · Ascensor                      |
| Cidade Universitária      |                              | 1988         | Escalera mecánica · Ascensor · Movilidad reducida |
| Entre Campos              | Estación de tren Entrecampos | 1959         | Ascensor · Movilidad reducida                     |
| Campo Pequeno             |                              | 1959         |                                                   |
| Saldanha                  |                              | 1959         | Escalera mecánica · Ascensor · Movilidad reducida |
| Picoas                    |                              | 1959         |                                                   |
| Marquês de Pombal         | Metro Línea Azul             | 1959         | Ascensor · Movilidad reducida                     |
| Rato                      |                              | 1997         | Escalera mecánica · Ascensor · Movilidad reducida |

### Línea Verde

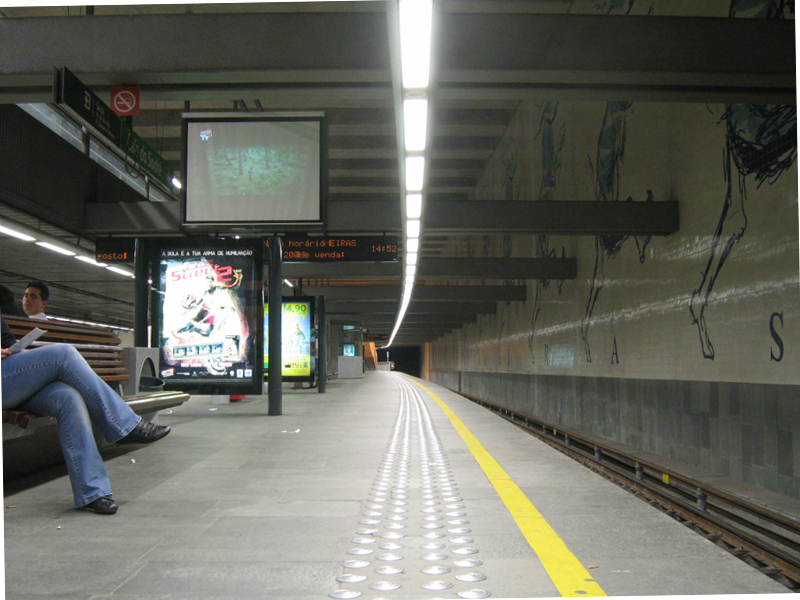
Estación Cais do Sodré.

| Estaciones de norte a sur | Conexiones                                                    | Inauguración | Accesibilidad                                     |
| ------------------------- | ------------------------------------------------------------- | ------------ | ------------------------------------------------- |
| Telheiras                 |                                                               | 2002         | Escalera mecánica · Ascensor · Movilidad reducida |
| Campo Grande              | Metro Línea Amarilla                                          | 1993         | Escalera mecánica · Ascensor                      |
| Alvalade                  |                                                               | 1972         | Ascensor · Movilidad reducida                     |
| Roma                      |                                                               | 1972         | Ascensor · Movilidad reducida                     |
| Areeiro                   | Estación de tren Roma-Areeiro                                 | 1972         | Ascensor · Movilidad reducida                     |
| Alameda                   | Metro Línea Roja                                              | 1972         | Ascensor · Movilidad reducida                     |
| Arroios                   |                                                               | 1972         | Ascensor · Movilidad reducida                     |
| Anjos                     |                                                               | 1966         |                                                   |
| Intendente                |                                                               | 1966         |                                                   |
| Martim Moniz              |                                                               | 1966         |                                                   |
| Rossio                    | Estación de tren Rossio                                       | 1963         | Ascensor · Movilidad reducida                     |
| Baixa/Chiado              | Metro Línea Azul                                              | 1998         | Escalera mecánica · Ascensor · Movilidad reducida |
| Cais do Sodré             | Estación de tren Cais do Sodré Estación fluvial Cais do Sodré | 1998         | Escalera mecánica · Ascensor · Movilidad reducida |

### Línea Roja

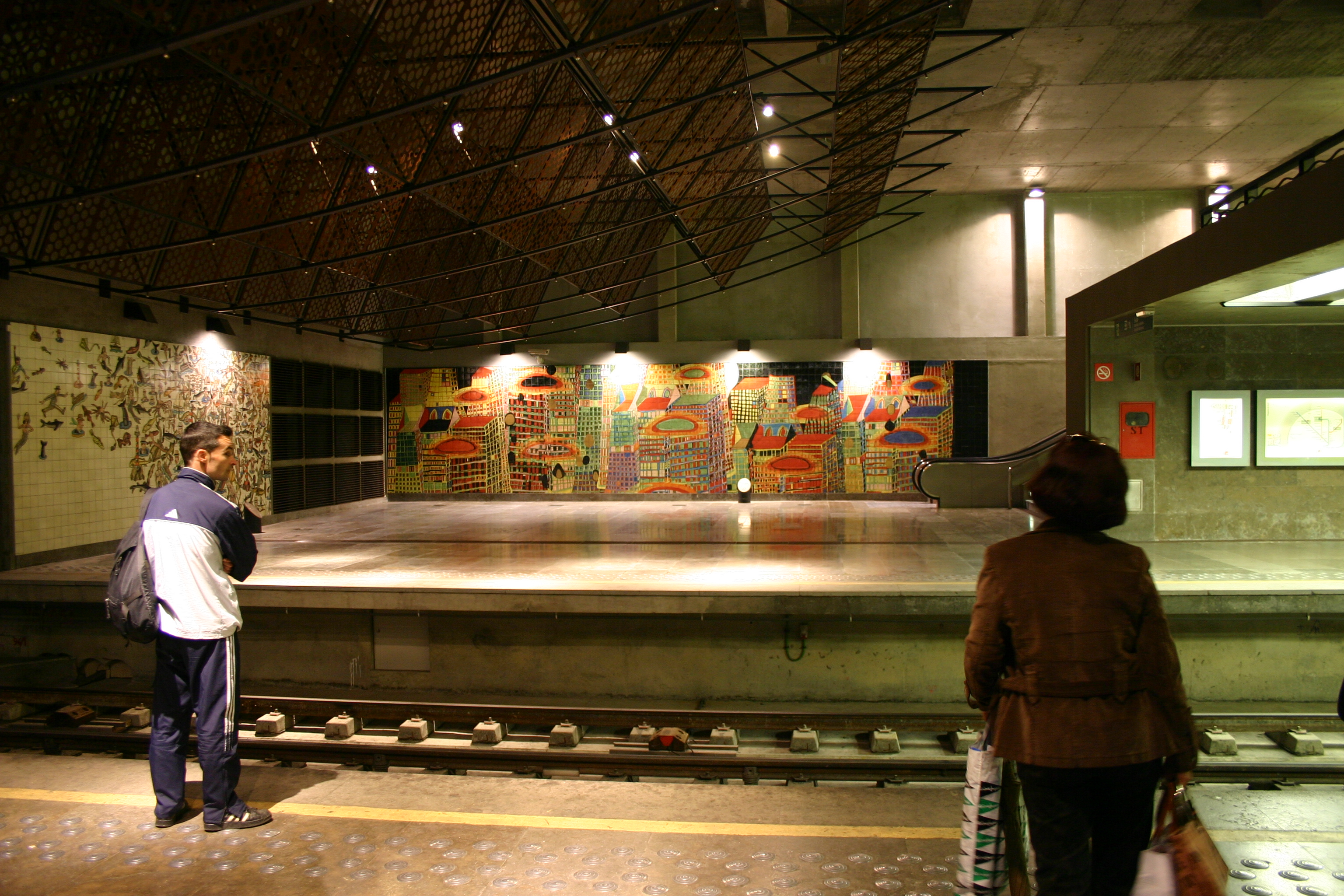
Estación de metro de Oriente del sistema de metro de Lisboa.

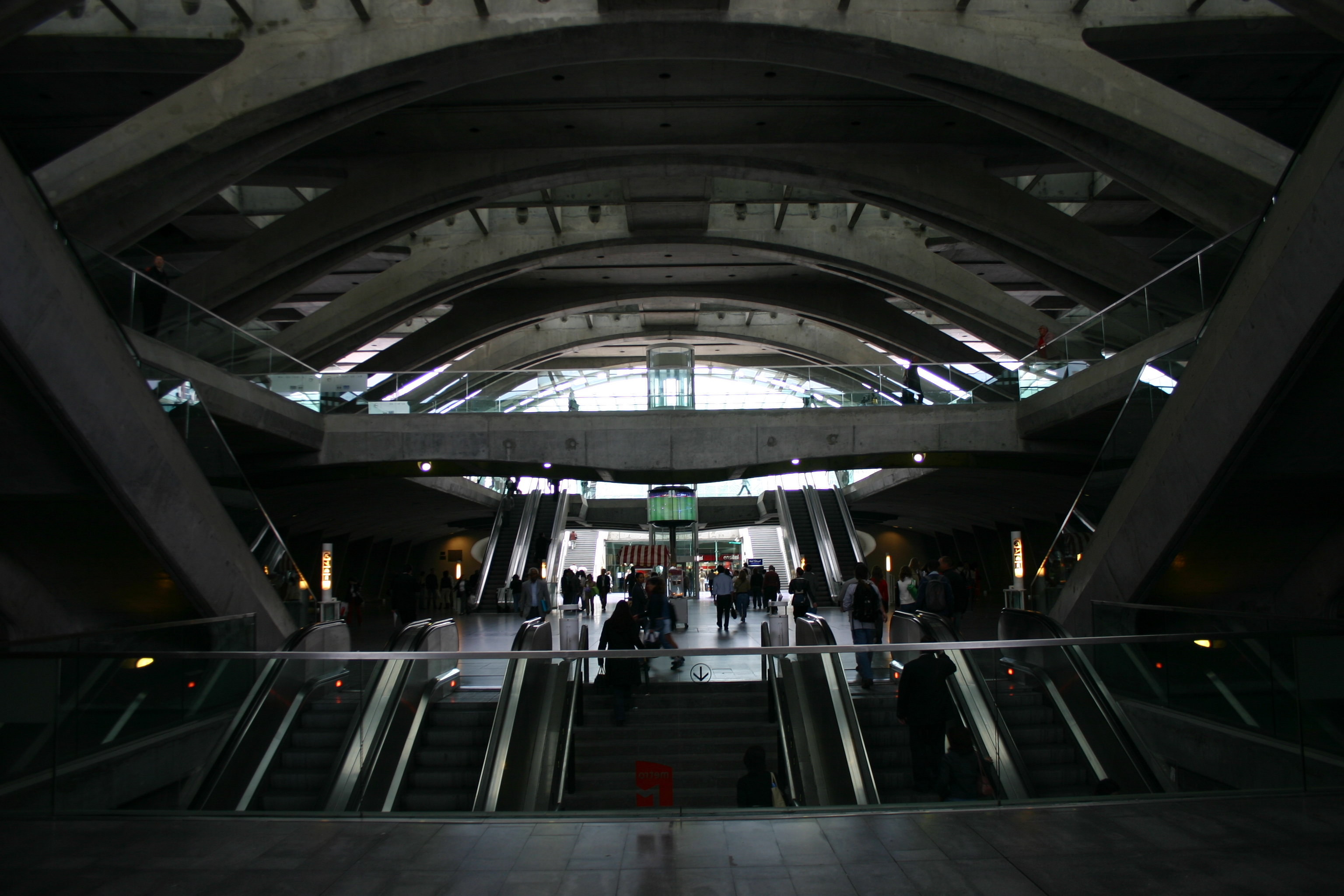
Salida de la Estación de Oriente.

| Estaciones de oeste a este | Conexiones               | Inauguración | Accesibilidad                                     |
| -------------------------- | ------------------------ | ------------ | ------------------------------------------------- |
| São Sebastião              | Metro Línea Azul         | 1959         | Escalera mecánica · Ascensor · Movilidad reducida |
| Saldanha                   | Metro Línea Amarilla     | 1959         | Escalera mecánica · Ascensor · Movilidad reducida |
| Alameda                    | Metro Línea Verde        | 1972         | Ascensor · Movilidad reducida                     |
| Olaias                     |                          | 1998         | Ascensor · Movilidad reducida                     |
| Bela Vista                 |                          | 1998         | Ascensor · Movilidad reducida                     |
| Chelas                     |                          | 1998         | Ascensor · Movilidad reducida                     |
| Olivais                    |                          | 1998         | Ascensor · Movilidad reducida                     |
| Cabo Ruivo                 |                          | 1998         | Ascensor · Movilidad reducida                     |
| Oriente                    | Estación de tren Oriente | 1998         | Escalera mecánica · Ascensor · Movilidad reducida |
| Moscavide                  |                          | 2012         | Ascensor · Movilidad reducida                     |
| Encarnação                 |                          | 2012         | Ascensor · Movilidad reducida                     |
| Aeroporto                  | Aeropuerto de Lisboa     | 2012         | Escalera mecánica · Ascensor · Movilidad reducida |

## Distancia entre estaciones
Las estaciones están separadas en promedio 907 metros entre sí dentro de una misma línea, siendo hasta 2024 las estaciones más distanciadas las del tramo Alvalade – Campo Grande (1.770 metros) y las menos distanciadas las del tramo Intendente – Anjos (420 metros).
| Tramo                               | Distancia   | Línea    |
| ----------------------------------- | ----------- | -------- |
| Alvalade – Campo Grande             | 1770 metros | Verde    |
| Encarnação – Aeroporto              | 1430 metros | Roja     |
| Terreiro do Paço – Santa Apolónia   | 1370 metros | Azul     |
| Cidade Universitária – Campo Grande | 1330 metros | Amarilla |
| Senhor Roubado – Odivelas           | 1320 metros | Amarilla |

| Tramo                   | Distancia  | Línea |
| ----------------------- | ---------- | ----- |
| Intendente – Anjos      | 420 metros | Verde |
| Avenida – Restauradores | 440 metros | Azul  |
| Arroios - Alameda       | 460 metros | Verde |
| Rossio – Martim Moniz   | 490 metros | Verde |
| Baixa/Chiado – Rossio   | 510 metros | Verde |

## Tráfico
El metro de Lisboa transportó la mayor cantidad de pasajeros en 2019, con 183.8 millones de pasajeros, tras lo cual se dio un abrupto descenso en el tráfico por las restricciones de las pandemia de COVID-19. En 2023 empezó a recuperar los niveles previos a la pandemia, cuando transportó 165.8 millones de pasajeros.

### Evolución del tráfico
En millones de pasajeros. Fuente: AMT

### Tramos por cantidad de pasajeros
| Tramo                               | Pasajeros anuales (en millones.) | Línea |
| ----------------------------------- | -------------------------------- | ----- |
| Praça de Espanha - São Sebastião    | 29.5                             | Azul  |
| Jardim Zoológico – Praça de Espanha | 28.9                             | Azul  |
| Intendente – Anjos                  | 27.2                             | Verde |
| Martim Moniz – Intendente           | 27.1                             | Verde |
| Anjos – Arroios                     | 26.9                             | Verde |

| Tramo                             | Pasajeros anuales (en millones.) | Línea    |
| --------------------------------- | -------------------------------- | -------- |
| Campo Grande – Telheiras          | 5.1                              | Verde    |
| Encarnação – Aeroporto            | 6.8                              | Roja     |
| Rato – Marquês de Pombal          | 7.6                              | Amarilla |
| Terreiro do Paço – Santa Apolónia | 7.6                              | Azul     |
| Reboleira – Amadora Este          | 7.8                              | Azul     |

## Expansión

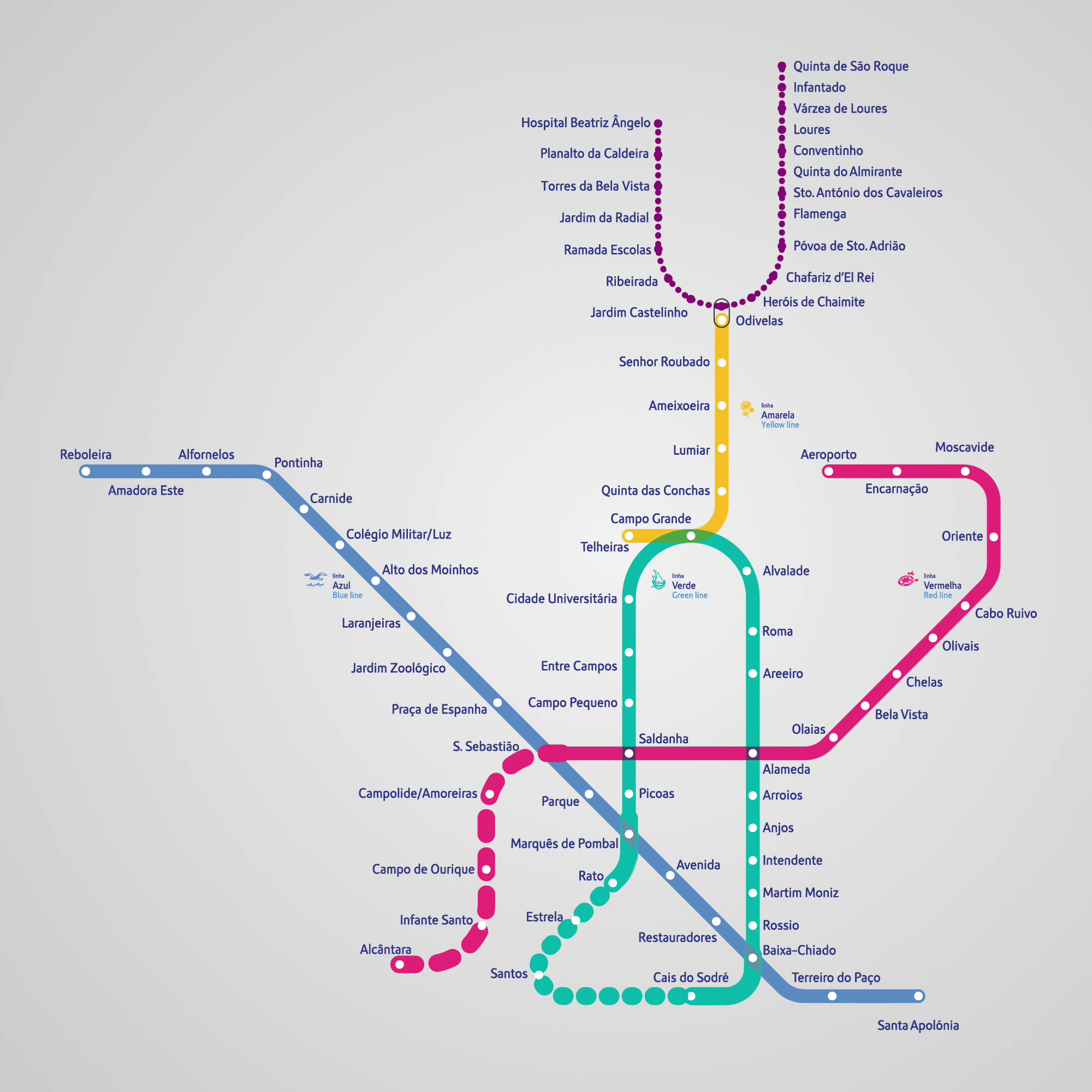
Diagrama de expansión del metro de Lisboa.

El Metropolitano de Lisboa tiene en 2025 un proyecto en curso de reestructuración del sistema que incluye modificaciones y extensiones en las líneas Verde, Amarilla y Roja (las tres en ejecución), y la creación de la línea Violeta (no iniciado).

### Línea Verde Circular
La ampliación de la línea Verde incluye la inauguración de dos nuevas estaciones (Estrela y Santos, conectando con 2 nuevos kilómetros de vías las estaciones Rato y Cais do Sodré) y la modificación del trazado, de manera que siete estaciones de la línea Amarilla (Cidade Universitária, Entre Campos, Campo Pequeno, Saldanha, Picoas, Marquês de Pombal y Rato) pasarían a la línea Verde, que se transformaría en un trazado circular. La línea Amarilla quedaría reducida a 7 estaciones (Odivelas, Senhor Roubado, Ameixoeira, Lumiar, Quinta das Conchas y Campo Grande, más la estación Telheiras, actualmente de la línea Verde). Con los trabajos en marcha y tras algunas postergaciones en los plazos, la fecha de inauguración está prevista para el segundo trimestre de 2026.

### Línea Roja
La línea Roja se extendería hacia el oeste, desde la estación São Sebastião, con cuatro nuevas estaciones en 4,1 kilómetros: Campolide/Amoreiras, Campo de Ourique, Infante Santo y Alcântara. Si bien el proyecto se aprobó en septiembre de 2021, las obras no se habían iniciado en marzo de 2025 y no había confirmación oficial sobre posibles demoras en la inauguración de la expansión, inicialmente prevista para 2026.

### Línea Violeta
El proyecto de creación de un metro ligero de superficie denominado línea Violeta pasó por un concurso en 2024 que quedó desierto (debido a que las propuestas sobrepasaron el precio base de 450 millones de euros) y esperaba el lanzamiento de un nuevo concurso. El proyecto contempla 17 estaciones (12 de ellas en superficie): desde la estación Odivelas (en conexión con la estación Odivelas de la línea Amarilla) se extendería con 7 nuevas estaciones en dirección noroeste y otras 9 hacia el noreste, ambas concluyendo en la freguesía Loures.

## Material rodante

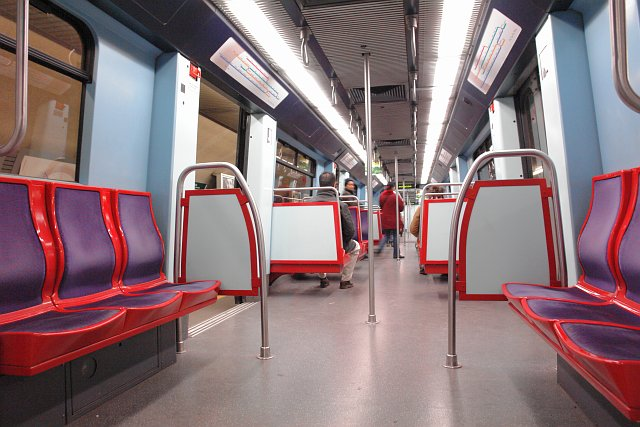
Interior de una de las unidades del Metropolitano, ML-99.

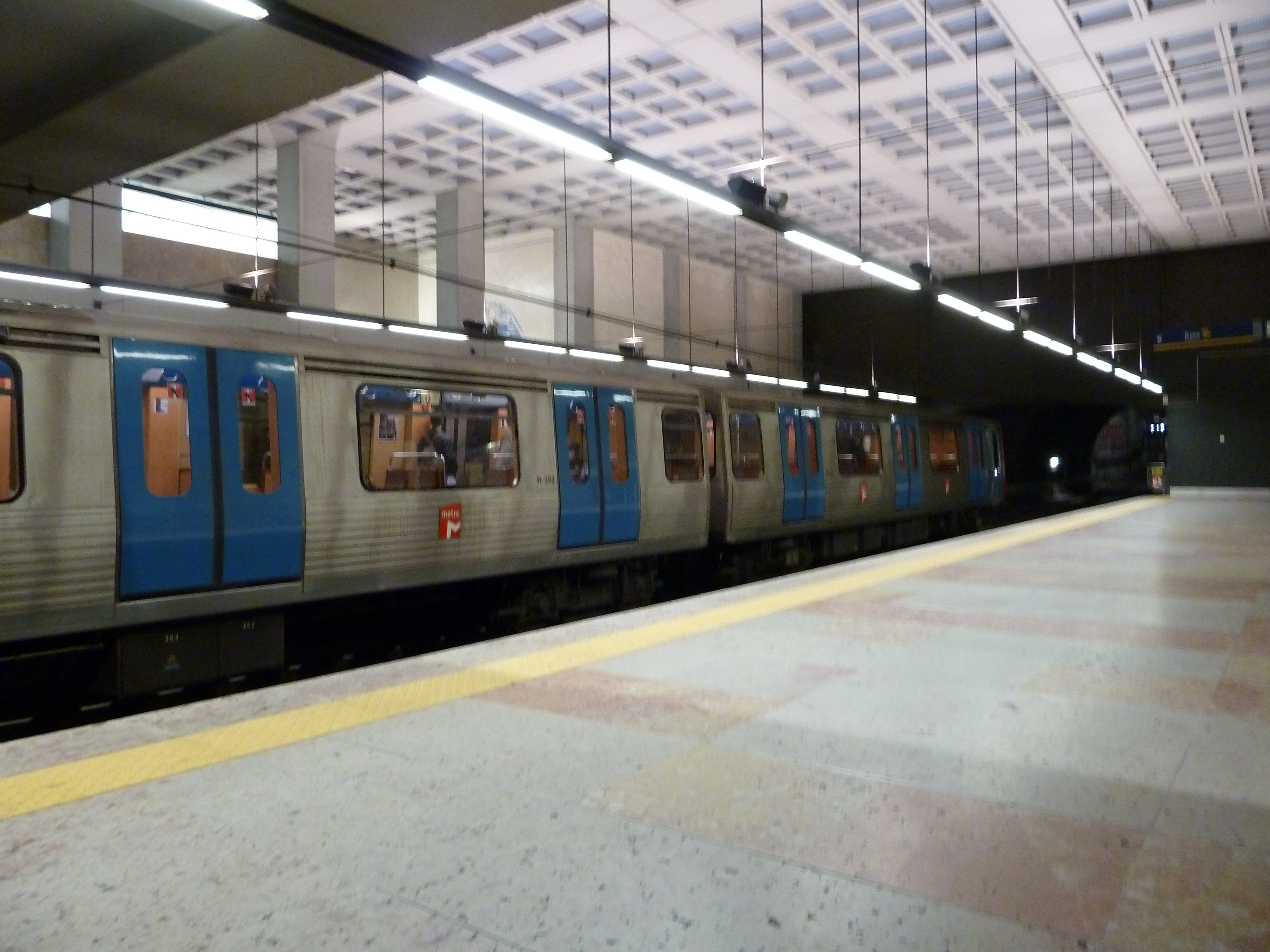
Unidades ML-90 en la Estación Marquês de Pombal (Línea Amarilla).

| Año       | Total | ML7 | ML79 | ML90 | ML95 | ML97 | ML99 | ML20 | ML24       |
| --------- | ----- | --- | ---- | ---- | ---- | ---- | ---- | ---- | ---------- |
| 1960-1962 | 24    | 24  |      |      |      |      |      |      |            |
| 1963      | 27    | 27  |      |      |      |      |      |      |            |
| 1964-1971 | 38    | 38  |      |      |      |      |      |      |            |
| 1972-1974 | 70    | 70  |      |      |      |      |      |      |            |
| 1975-1982 | 80    | 80  |      |      |      |      |      |      |            |
| 1983      | 92    | 80  | 12   |      |      |      |      |      |            |
| 1984-1987 | 124   | 80  | 44   |      |      |      |      |      |            |
| 1988      | 132   | 80  | 52   |      |      |      |      |      |            |
| 1989-1991 | 136   | 80  | 56   |      |      |      |      |      |            |
| 1992-1994 | 142   | 80  | 56   | 6    |      |      |      |      |            |
| 1995      | 169   | 80  | 56   | 33   |      |      |      |      |            |
| 1996      | 193   | 80  | 56   | 57   |      |      |      |      |            |
| 1997      | 235   | 80  | 56   | 57   | 42   |      |      |      |            |
| 1998      | 307   | 80  | 56   | 57   | 114  |      |      |      |            |
| 1999      | 361   | 80  | 56   | 57   | 114  | 54   |      |      |            |
| 1999      | 361   | 80  | 56   | 57   | 114  | 54   |      |      |            |
| 2000      | 293   |     | 56   | 57   | 114  | 54   | 12   |      |            |
| 2001      | 347   |     | 56   | 57   | 114  | 54   | 66   |      |            |
| 2002      | 339   |     |      | 57   | 114  | 54   | 114  |      |            |
| 2003-2013 | 338   |     |      | 57   | 114  | 54   | 113  |      |            |
| 2014-2023 | 335   |     |      | 54   | 114  | 54   | 113  |      |            |
| 2024      | 338   |     |      | 54   | 114  | 54   | 113  | 3    |            |
| 2025      | 341   |     |      | 54   | 114  | 54   | 113  | 6    | [ nota 5 ] |

## Estaciones de interés particular

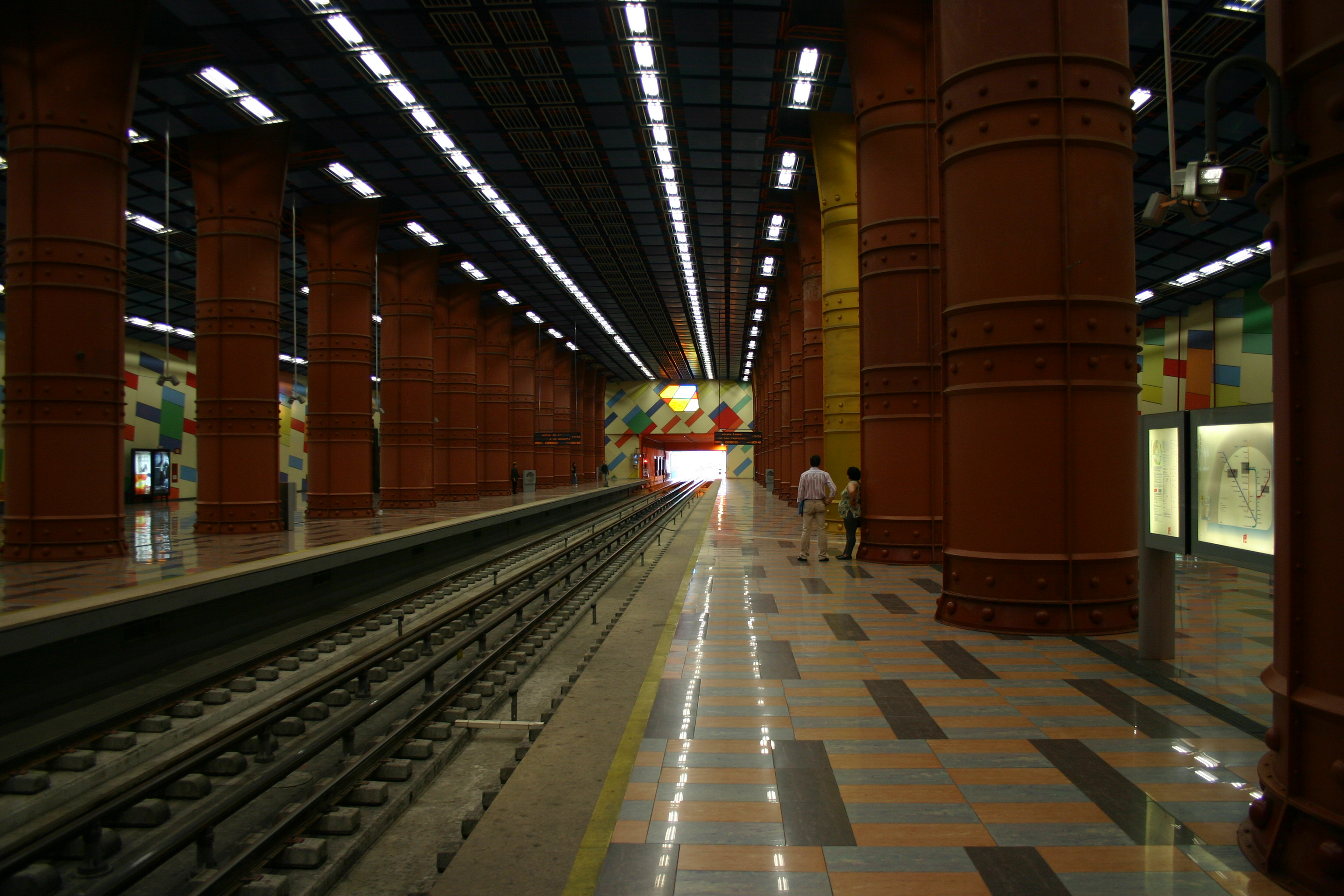
Estación de Olaias del metro de Lisboa.

- Casi todas las estaciones del metro de Lisboa están decoradas con azulejos pintados, como por ejemplo:[28]
  - Terreiro do Paço tiene un panel de azulejos que imita un vitral, llamado Transparência II y realizado por João Vieira.[29][30]
  - Restauradores tiene una obra de Luíz Ventura que aborda el encuentro cultural entre Brasil y Portugal, y seis paneles de Nadir Afonso dedicados a Madrid, Nueva York, París, Londres, Moscú y Río de Janeiro.[30][31]
  - Rato homenajea a la pareja de artistas Arpad Szenes y Maria Helena Vieira da Silva.[29]
  - Los paneles de las estaciones iniciales de la red inauguradas en 1959 (con excepción de Avenida) fueron diseñados por Maria Keil, mientras que las estaciones que abrieron a los pasajeros en 1988 fueron decoradas por los artistas plásticos Rolando Sá Nogueira, Júlio Pomar, Manuel Cargaleiro y Eduardo Nery.[32][28]
  - En Saldanha los diseños incluyen frases de poemas de António Lobo de Almada Negreiros, una intervención realizada por su hijo, José de Almada Negreiros.[33][29]
  - Olivais presenta diseños arquitectónicos futuristas con azulejos de colores, así como Cabo Ruivo, obra del artista plástico David de Almeida.[33]
  - Cais do Sodré tiene diseños de António Dacosta inspirados en el conejo de Las aventuras de Alicia en el país de las maravillas.[34]
- Oriente fue hasta julio de 2012 la estación terminal de la línea del mismo nombre y entrada principal al recinto de la Expo '98 (luego transformado en el Parque de las Naciones). Es una obra monumental diseñada por el arquitecto Santiago Calatrava con la estación de metro subterránea, un gran centro comercial y una estación de autobuses urbanos, y en la parte superior una estación de trenes de cercanías y regionales. Los diseños de los azulejos estuvieron a cargo de once artistas de los cinco continentes (entre ellos el islandés Erró) con los océanos como temática central.[33][30]
- Campo Pequeno cuenta con la colección de diez estatuas Mulheres de Lisboa, del escultor Francisco Simões, que representa los oficios clásicos de la antigua Lisboa.[35][36]
- Encarnação tiene un panel con 32 esculturas titulado Mapeamento inacabado do conhecimento, del artista belga Françoise Schein.[29]
- Baixa-Chiado tiene una arquitectura de diseño modernista (del arquitecto Álvaro Siza Vieira, con intervenciones plásticas del pintor Ângelo de Sousa) localizada a 45 metros de la superficie de Chiado, que hacia Baixa tiene la salida prácticamente al nivel de la estación, dando origen así a una serie de túneles de salida interconectados y revestidos de azulejos blancos con inscripciones doradas.[37][38]
- Olaias tiene paneles geométricos policromados a la altura del techo, que generan una iluminación de distintos colores en las galerías.[39][40]
- Una de las entradas de la estación Picoas tiene un Acceso Guimard (la decoración más característica del metro de París, creada por el arquitecto Hector Guimard), donado en 1995 por la capital francesa a Lisboa y restaurado y reinstalado en noviembre de 2024.[40][41]

## Proyecto de intercambio cultural
Desde 1992 ha colaborado activamente en el proyecto de intercambio cultural entre redes de transportes metropolitanos donando paneles de azulejos a sistemas de metro como los de Bruselas, São Paulo, Santiago de Chile, Sídney, Montreal y Budapest, entre otros. Entre los artistas que crearon obras para otras estaciones fueron Júlio Pomar (Homenagem a Fernando Pessoa, estación Botanique, Bruselas, 1992), Manuel Cargaleiro (estación Champs-Élysées - Clemenceau, París, 1995), João Vieira (estación Deák Ferenc tér, Budapest, 1996), Teresa Magalhães (Sydney I y Sydney II, estación Martin Place, Sídney, 1996), José de Guimarães (Civilización y cultura, estación Chabacano, Ciudad de México, 1996). y Rogério Ribeiro (Azulejos para Santiago, estación Santa Lucía, Santiago de Chile, 1996).

## Tarifas y pago

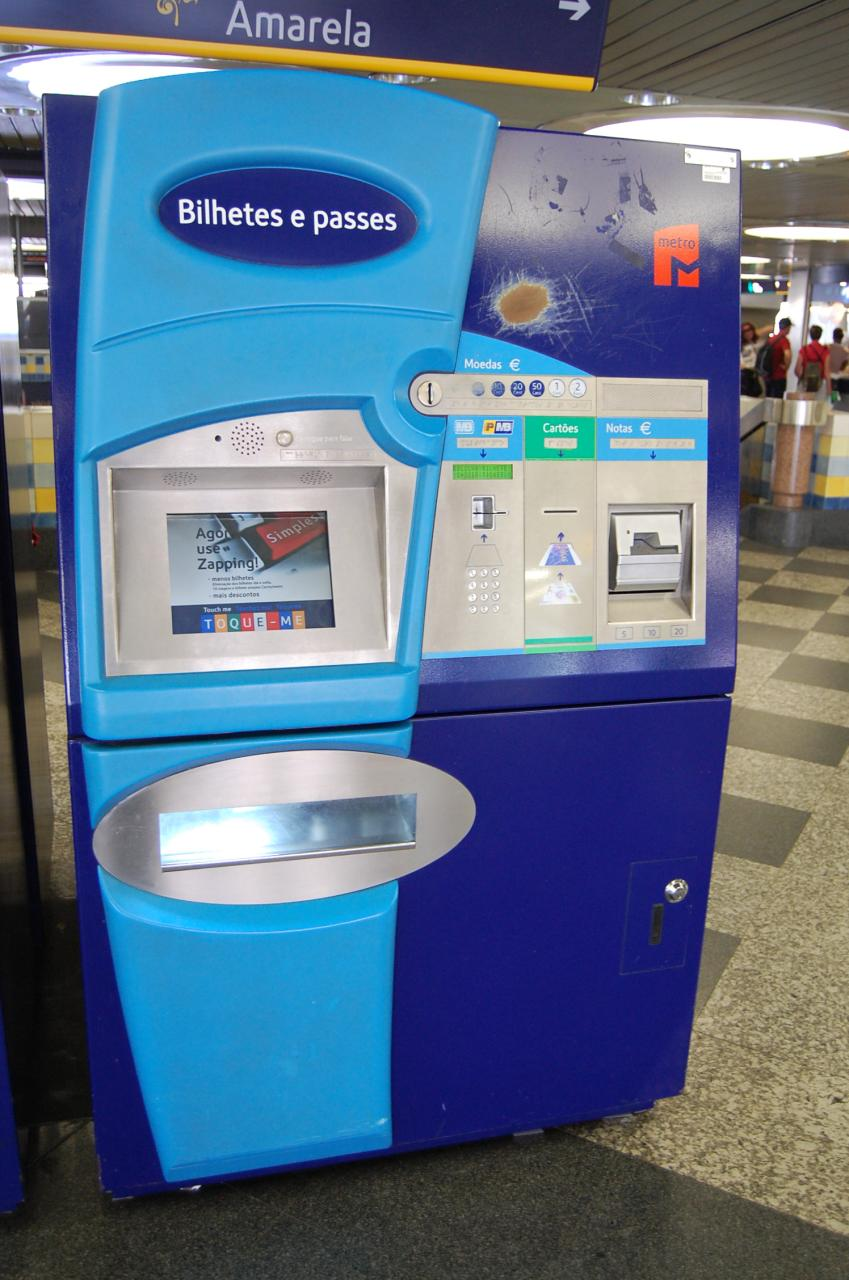
Máquina de venta automática.

En 2004 se inauguraron las estaciones Alfornelos y Amadora Este (en la línea Azul), y Odivelas (en la línea Amarilla), las tres primeras estaciones del metro fuera de los límites municipales de Lisboa. De esta manera, todos los viajes que traspusieran las llamadas "coronas" de los límites municipales debían pagar una tarifa diferenciada. Sin embargo, desde febrero de 2012 se unificó el precio del billete para toda la red de metro y se eliminaron los billetes de dos zonas.
El billete se abona con tarjetas prepagas que se pueden comprar y recargar en los puestos de venta callejeros o en las máquinas de venta automática instaladas en las estaciones de metro.
Hay dos tipos de tarjetas, que se pueden usar tanto en el metro como en la red Carris (autobuses, tranvías y elevadores), en los transbordadores (ferris) de Trastejo o en la red CP (Comboios de Portugal, trenes de las líneas Sintra, Azambuja, Cascaes y Sado):
- La tarjeta Navegante Personalizada, que se puede cargar con pases y abonos, o con el método Zapping (un monto de dinero que se irá descontando con cada viaje).[51]

- La tarjeta Navegante Ocasional, más económica y con validez de un año, que se puede cargar con billetes sencillos, boletos diarios o Zapping. Las tarjeta 7 Colinas y Viva Viagem cumplen la misma función que la tarjeta Navegante Ocasional.[52][53][54]

También se puede pagar con tarjetas bancarias sin contacto.